# Bulwick
Bulwick är en ort och civil parish i Storbritannien.   Den ligger i grevskapet Northamptonshire och riksdelen England, i den sydöstra delen av landet, 120 km norr om huvudstaden London. Bulwick ligger 67 meter över havet och antalet invånare är 152.
Terrängen runt Bulwick är platt, och sluttar österut. Runt Bulwick är det ganska tätbefolkat, med 160 invånare per kvadratkilometer. Närmaste större samhälle är Kettering, 18,2 km sydväst om Bulwick. Trakten runt Bulwick består till största delen av jordbruksmark.